# کیویا سایجو
کیویا سایجو (ژاپنی: 西城 響也؛ زادهٔ ۸ ژوئیهٔ ۲۰۰۱) یک بازیکن فوتبال اهل ژاپن است.
از باشگاه‌هایی که در آن بازی کرده‌است می‌توان به باشگاه فوتبال اوئیتا ترینیتا اشاره کرد.